# Soboš
Soboš je obec na Slovensku v okrese Svidník. Žije zde 144 obyvatel.

## Symboly obce

### Znak
V zeleném štítě zlaté mlýnské kolo, spodní lopatkou překrývající modrý trávník, v horních rozích štítu po třech malých zlatých klasech bez osin na olistěných stéblech.
Tento znak byl přijat usnesením zastupitelstva v roce 2006 a je zapsán v heraldickém rejstříku Slovenské republiky pod signaturou S - 368/2006.
Nový znak, částečně se inspirující obsahem otisku pečetidla obce z poloviny 19. století, byl doplněn o motiv mlynářství, jehož existence je v obci doložena již v 15. století. Autory znaku jsou Leon Sokolovský a Sergej Pančák.

### Vlajka
Vlajka obce sestává ze šesti podélných pruhů v barvách žluté (1/6), zelené (1/6), modré (1/6), žluté (1/6), zelené (1/6) a modré (1/6). Vlajka má poměr stran 2:3 a ukončena je třemi cípy, tj. dvěma sestřihy, sahajícími do třetiny její listu.